# Quái vật 21 bộ mặt
"Quái vật 21 bộ mặt " là cái tên được lấy cảm hứng từ một bộ truyện trinh thám nổi tiếng của Edogawa Rampo. Dưới mỗi bức thư, tên tội phạm bí ẩn này đều lấy bí danh là "quái vật 21 bộ mặt" và trong suốt 17 tháng vào giữa những năm 1980, hắn đã gây khủng hoảng tinh thần cho người dân Nhật và khiến cảnh sát phải nhiều phen "lao tâm khổ tứ". "Quái vật" dẫn cảnh sát vào một cuộc điều tra chưa từng thấy và đã trở thành một trong những tội ác chưa được giải quyết khó hiểu nhất trong lịch sử Nhật Bản. 
Quái vật 21 bộ mặt tiếng Nhật: かい人21面相, Kaijin Nijūichi Mensō là một nhóm tội phạm vào thập niên 1980 đã khủng bố tinh thần các công ty và người dân Nhật Bản suốt 17 tháng, dẫn đến vụ tự tử của một cảnh sát